# Supercoppa dei Paesi Bassi 1996
La Supercoppa dei Paesi Bassi 1996 (ufficialmente Johan Cruijff Schaal I) è stata la settima edizione della Johan Cruijff Schaal.
Si è svolta il 18 agosto 1996 all'Amsterdam ArenA tra l'Ajax, vincitore della Eredivisie 1995-1996, e il PSV Eindhoven, vincitore della KNVB beker 1995-1996.
A conquistare il titolo è stato il PSV Eindhoven che ha vinto per 3-0 con reti di René Eijkelkamp e Marc Degryse (doppietta).

## Partecipanti
| Squadre | Qualificazione                       | Partecipazioni precedenti (il grassetto indica la vittoria) |
| ------- | ------------------------------------ | ----------------------------------------------------------- |
| Ajax    | Vincitore della Eredivisie 1995-1996 | 3 (1993, 1994, 1995)                                        |
| PSV     | Vincitore della KNVB beker 1995-1996 | 2 (1991, 1992)                                              |

## Tabellino
| Arbitro: | Uilenberg |

|  |           |                                |
|  | Marcatori | 48’ Eijkelkamp 61’ 78’ Degryse |

| Ajax | PSV Eindhoven |

### Formazioni
| Ajax:          |  |                   |  |     |
|                |  |                   |  |     |
| P              |  | Edwin van der Sar |  |     |
| D              |  | John Veldman      |  | 83’ |
| D              |  | Danny Blind       |  |     |
| D              |  | Mariano Juan      |  |     |
| D              |  | Frank de Boer     |  |     |
| C              |  | Arnold Scholten   |  | 46’ |
| C              |  | Jari Litmanen     |  |     |
| C              |  | Richard Witschge  |  |     |
| A              |  | Tijjani Babangida |  |     |
| A              |  | Ronald de Boer    |  |     |
| A              |  | Peter Hoekstra    |  | 60’ |
| Sostituzioni:  |  |                   |  |     |
| D              |  | Nordin Wooter     |  | 46’ |
| A              |  | Rody Turpijn      |  | 60’ |
| D              |  | Mario Melchiot    |  | 83’ |
| Allenatore:    |  |                   |  |     |
| Louis van Gaal |  |                   |  |     |

| PSV:          |  |                  |             |     |
|               |  |                  |             |     |
| P             |  | Ronald Waterreus |             |     |
| D             |  | Vampeta          |             |     |
| D             |  | Ernest Faber     |             | 75’ |
| D             |  | Jaap Stam        |             |     |
| D             |  | Arthur Numan (c) |             |     |
| C             |  | Marciano Vink    |             | 70’ |
| C             |  | Marc Degryse     |             |     |
| C             |  | Wim Jonk         |             |     |
| C             |  | Phillip Cocu     |             |     |
| A             |  | Luc Nilis        | Ammonizione |     |
| A             |  | René Eijkelkamp  |             | 80’ |
| Sostituzioni: |  |                  |             |     |
| D             |  | Željko Petrović  |             | 70’ |
| D             |  | Stan Valckx      |             | 75’ |
| A             |  | Marcelo Ramos    |             | 80’ |
| Allenatore:   |  |                  |             |     |
| Dick Advocaat |  |                  |             |     |